# Valle de Chateauguay
Valle de Chateauguay (en francés: vallée de la Châteauguay) es una zona del suroeste de la provincia de Quebec al este de Canadá, que abarca aproximadamente la cuenca de drenaje del río Chateauguay que fluye de las montañas de Adirondack en el norte del estado de Nueva York y se une al río San Lorenzo, cerca de Montreal, en Quebec.
El valle se compone principalmente de comunidades rurales y es conocido por su agricultura y plantaciones de manzanos.
Se incluye el área que se extiende desde aproximadamente Dundee y Huntingdon, en el oeste de Hemmingford en el este y el norte de Chateauguay.